# Neon avalonus
Espèce
Neon avalonus est une espèce d'araignées aranéomorphes de la famille des Salticidae.

## Distribution
Cette espèce est endémique de Californie aux États-Unis,.

## Description
Le mâle holotype mesure 2,65 mm et la femelle paratype 2,20 mm.

## Publication originale
- Gertsch & Ivie, 1955 : The spider genus Neon in North America. American Museum Novitates, no 1743, p. 1-17 (texte intégral).